# توروپوپلی
توروپوپلی (به انگلیسی: Turupupalli) یک منطقهٔ مسکونی در هند است که در آندرا پرادش واقع شده‌است.